# Cofanetto illustrato della giovinezza
Cofanetto illustrato della giovinezza è un cofanetto in edizione limitata del gruppo musicale indie rock italiano Baustelle pubblicato nel 2010.

## Il cofanetto
Il cofanetto è stato pubblicato in contemporanea con la ristampa del Sussidiario illustrato della giovinezza, il primo disco della band toscana (pubblicato nel 2000), ormai da anni fuori commercio.
Il cofanetto si compone di:
- Compact disc: l'album Sussidiario illustrato della giovinezza
- Vinile 12”: l'album Sussidiario illustrato della giovinezza per la prima volta in vinile e con una differente sequenza di brani rispetto al CD.
- Vinile 10”: il 45 giri Demotape del novantasei con due inediti.
- Vinile 7”: il 45 giri Settepollici della mezza età con i brani Gomma e La canzone del parco reincisi.
- un booklet di 24 pagine con illustrazioni e foto.[2]

Le illustrazioni del booklet sono di Alessandro Baronciani.

## Promozione
Con la pubblicazione del cofanetto, viene allestito un tour celebrativo chiamato Tour del Sussidiario e viene pubblicato il videoclip della nuova versione della canzone Gomma per la regia di DanDaddy.